# Beneš-Mráz

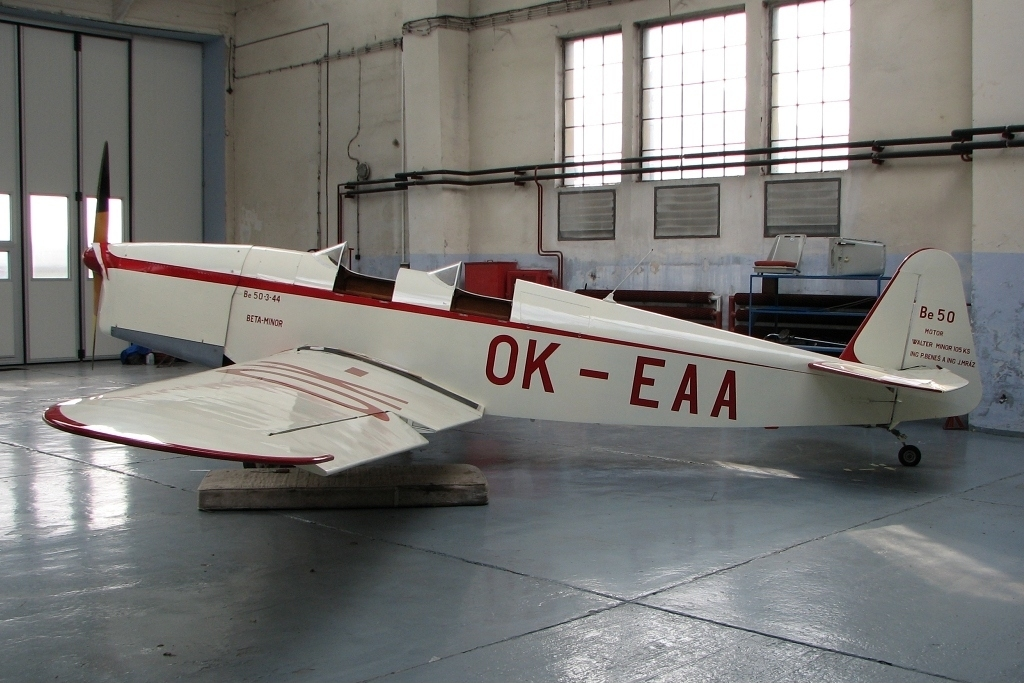
Beneš-Mráz Be-50 Beta Minor

Beneš-Mráz ist ein ehemaliger tschechoslowakischer Hersteller von Sportflugzeugen. Die vollständige Bezeichnung lautet Továrna na letadla inž. P. Beneš a inž. J. Mráz Choceň (Fabrik für Flugzeugbau Ing. P. Beneš u. Ing. J. Mráz in Choceň).

## Geschichte
Die beiden Ingenieure Pavel Beneš und Jaroslav Mráz gründeten ihr Unternehmen am 1. April 1935 in Choceň. Beneš hatte sich zuvor schon bei Avia und ČKD-Praga einen Namen als Konstrukteur gemacht.
Erstes Modell war der Schulterdecker Be-60 Bestiola, der auch in Kleinserie gefertigt wurde. Bis 1938 entstand die „Beta“-Reihe, ein- und zweisitzige Sport- und Kunstflugzeuge in Tiefdeckerauslegung, die auch in den Serienbau gingen. Insgesamt entstanden 15 Flugzeugtypen. 1937 gewann eine Be-501 aus dem Hause Beneš-Mráz das 12-Stunden-Rennen von Angers. 
Während der deutschen Okkupation entstanden keine eigenen Typen. Von 1940 an baute die Firma im Auftrag des RLM Segelflugzeuge, hauptsächlich des Musters DFS Kranich, für das NSFK und die Luftwaffe. Das erste Stück wurde am 28. September 1940 von Fliegerstabsingenieur  Heinz Kensche abgenommen. Mit dem Bau von Verbindungs- und Sanitätsflugzeugen Fi 156 Storch in den Ausführungen C-7 und D-2 wurde das Werk erst vom Juni 1944 an betraut, nachdem der vorherige Hersteller, Leichtbau Budweis, auf die Fertigung von Fw 190 umgestellt worden war. Bis zum Jahresende 1944 lieferte Mráz insgesamt 64 Fi 156 aus, davon 40 C-7 und 24 D-2. Der Gesamtauftrag lautete auf 344 Stück, wurde aber auf 291 herabgesetzt. Wie viele davon noch bis Mai 1945 abgeliefert wurden, ist nicht bekannt. Der Storch in der Ausführung C-7 wurde auch nach dem Krieg bis 1949 als Mráz K-65 Čáp weitergebaut. Beneš-Mráz wurde bald nach Kriegsende verstaatlicht und in Orličan, národní podnik umbenannt. Unter dem neuen Chefingenieur Zdeněk Rublič entstanden die in Serie gebauten Sportflugzeuge der „M-1“-Reihe und als deren Nachfolger die L-40 Meta Sokol, von der 200 Stück gebaut und auch exportiert wurden.

## Typen

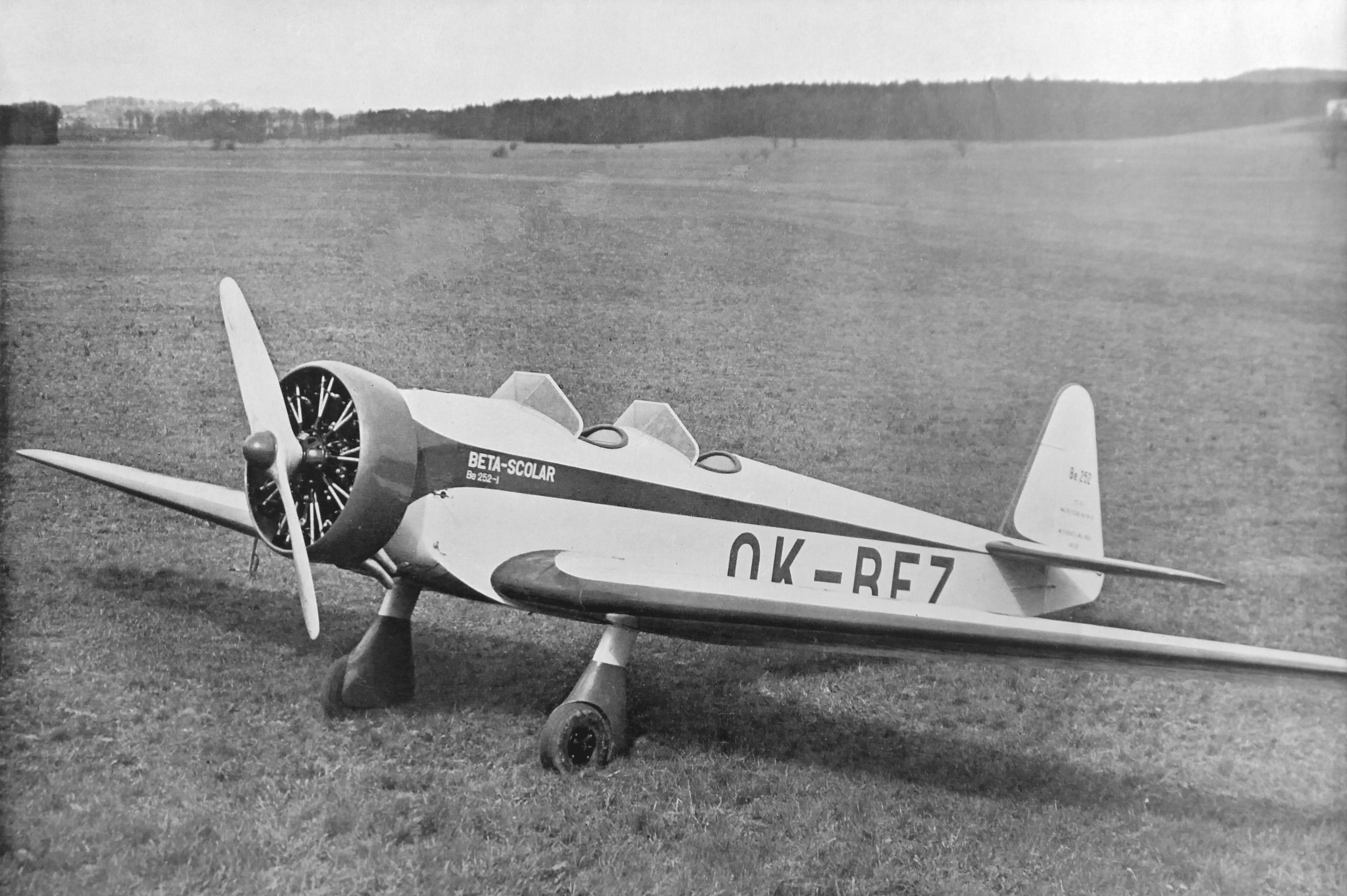
Beneš-Mráz Be-252 Beta Scolar

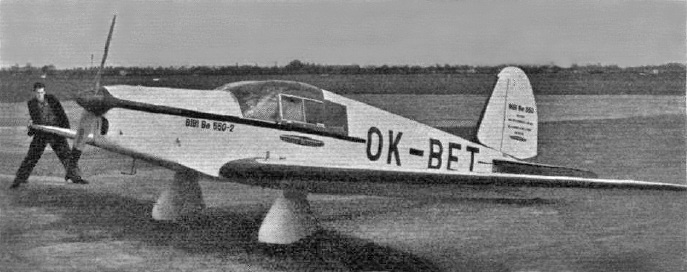
Beneš-Mráz Be-550 Bibi

- Be-50 „Beta Minor“ (Schulflugzeug, 1935, Serie)
- Be-51 (Reiseflugzeug, 1937, Serie)
- Be-52 „Beta Major“ (Kunst- und Sportflugzeug, 1936)
- Be-56 (Kunstflugzeug, 1936)
- Be-60 „Bestiola“ (Sportflugzeug, 1935, Serie)
- Be-150 „Beta Junior“ (Sport- und Schulflugzeug, 1936, Serie)
- Be-156 (Sportflugzeug, 1935)
- Be-250 „Beta Major“ (Sportflugzeug, 1936, Serie)
- Be-251 (Reiseflugzeug, 1938)
- Be-252 „Beta Scolar“ (Kunstflugzeug, 1937)
- Be-352 (Reiseflugzeug, Anfang 1939, Projekt)
- Be-501 (Sportflugzeug, 1936)
- Be-502 (Sportflugzeug, 1936)
- Be-550 „Bibi“ (Sportflugzeug, 1936, Serie)
- Be-555 „SuperBibi“ (Sportflugzeug, 1938, Serie)

Orličan
- M-1 „Sokol“ (Sportflugzeug, 1946, Serie)
- M-2 „Skaut“ (Sportflugzeug, 1948)
- M-3 „Bonzo“ (Schul- und Reiseflugzeug, 1948)
- L-40 „Meta Sokol“ (Sportflugzeug, 1956, Serie)
- VSO-10 „Gradient“ (Segelflugzeug, 1976, Serie)